# Catherine Wahli
Catherine Wahli, née Madeleine Wahli en 1936 à Lausanne et morte le 24 décembre 2011 à Lausanne, est une journaliste suisse connue comme animatrice de l'émission de télévision de consumérisme À bon entendeur de la Télévision suisse romande.
Elle est une figure marquante du paysage audiovisuel suisse romand pendant les années 1980 et 1990. À bon entendeur la rendra célèbre dans son rôle de pionnière en Suisse romande dans l'information sur les produits de consommation et pour les combats qu'elle a dû mener lorsqu'elle était attaquée pour le contenu de cette émission.
Elle est également connue sous le nom de Madeleine Bosshard, après son mariage avec Antoine Bosshard également journaliste.

## Biographie
En 1964, elle est hôtesse à l'Exposition nationale suisse de 1964. Elle commence sa carrière dans les médias comme speakerine à Radio-Lausanne. Elle entre à la Télévision suisse romande en 1968, et opte alors pour son nom d'antenne, Catherine Wahli. En 1976, elle crée l'émission « A bon entendeur » qu'elle animera jusqu'en 1993.
- Secrétaire puis assistante du chef de l'information Alexandre Burger
- Coproductrice à Temps présent
- 1993-1996, rédactrice en chef du téléjournal
- 2003, publication avec son mari de l'ouvrage "Si je reviens comme je l'espère", recueil de lettres de soldats et de leur famille durant la Première Guerre mondiale, correspondance découverte dans une maison que le couple venait d'acheter à Vézelay, en Bourgogne